# Münchner Stadtbäche

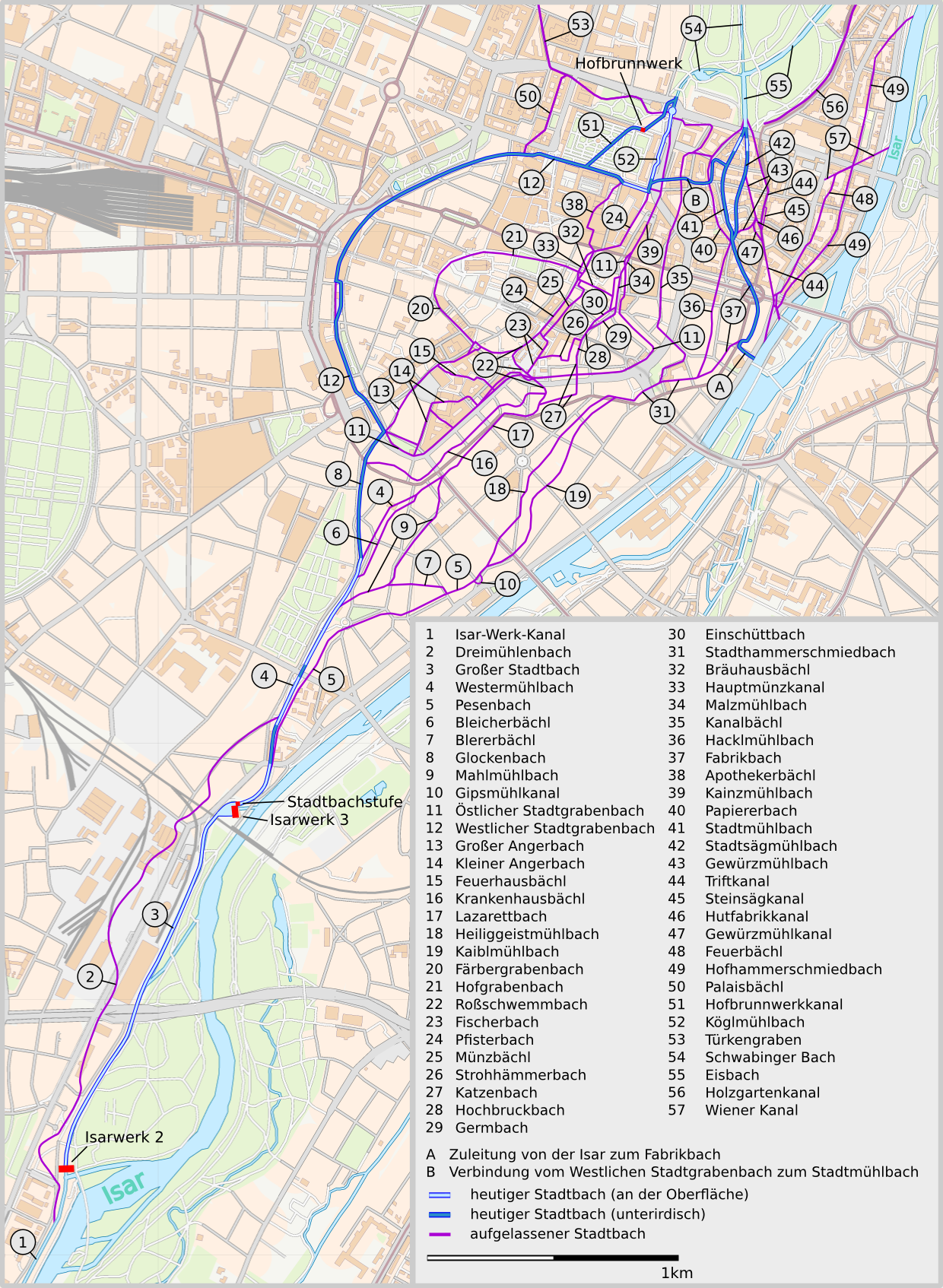
Karte der Münchner Stadtbäche (links der Isar)

Die Münchner Stadtbäche sind ein System aus ursprünglich natürlichen, später kanalisierten Seitenarmen der Isar. Sie spielten für die wirtschaftliche Entwicklung Münchens vom Mittelalter bis in das 19. Jahrhundert hinein eine entscheidende Rolle. Ein großer Teil der innerstädtischen Stadtbäche wurde mittlerweile trockengelegt oder überbaut, dennoch gehen viele der heute noch bestehenden Gewässer in München, z. B. die Bäche des Englischen Gartens, auf die ursprünglichen Stadtbäche zurück.

## Geschichte

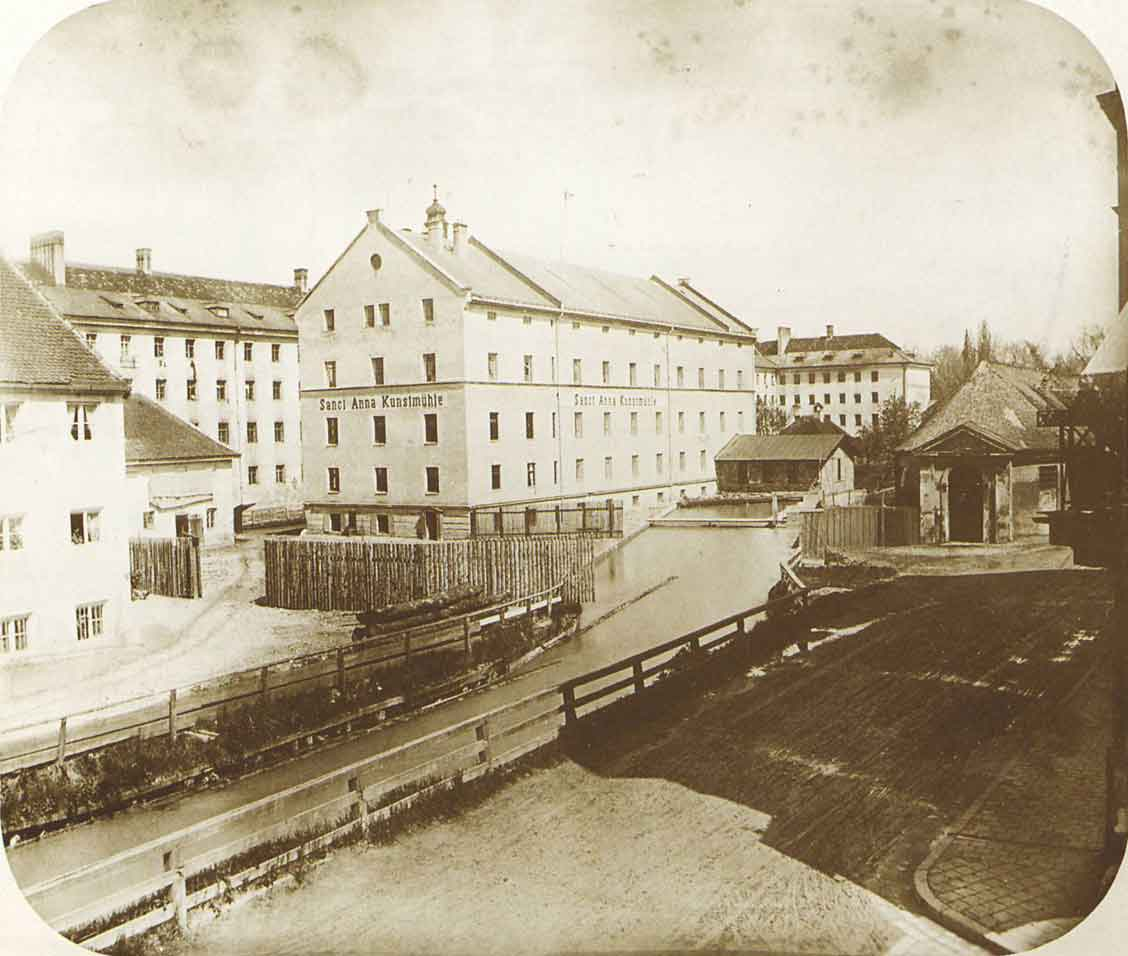
St.-Anna-Kunstmühle am Kainzmühlbach 1878

Im frühen Mittelalter hatte die Isar in München noch einen natürlichen Verlauf. Sie verlief auf der unteren Terrasse der Münchner Schotterebene, der Hirschau-Terrasse, und war in mehrere Seitenarme verzweigt, deren Verlauf sich immer wieder änderte. In dem Maß, in dem die Wasserkraft dieser Seitenarme als Energiequelle für Mühlen genutzt wurde, wurden die Ufer der Seitenarme befestigt, um ihren Verlauf festzulegen. Aus den bestehenden Wasserläufen wurden neue abgezweigt, die sich später wieder mit dem ursprünglichen oder einem anderen Wasserlauf vereinigten. So entstand im Verlauf des Mittelalters ein vernetztes System von Bächen, deren einzelne Teilabschnitte meist nach den an ihnen liegenden Mühlen benannt wurden. Ein einzelner Bach wechselte also in seinem Verlauf mehrmals den Namen.

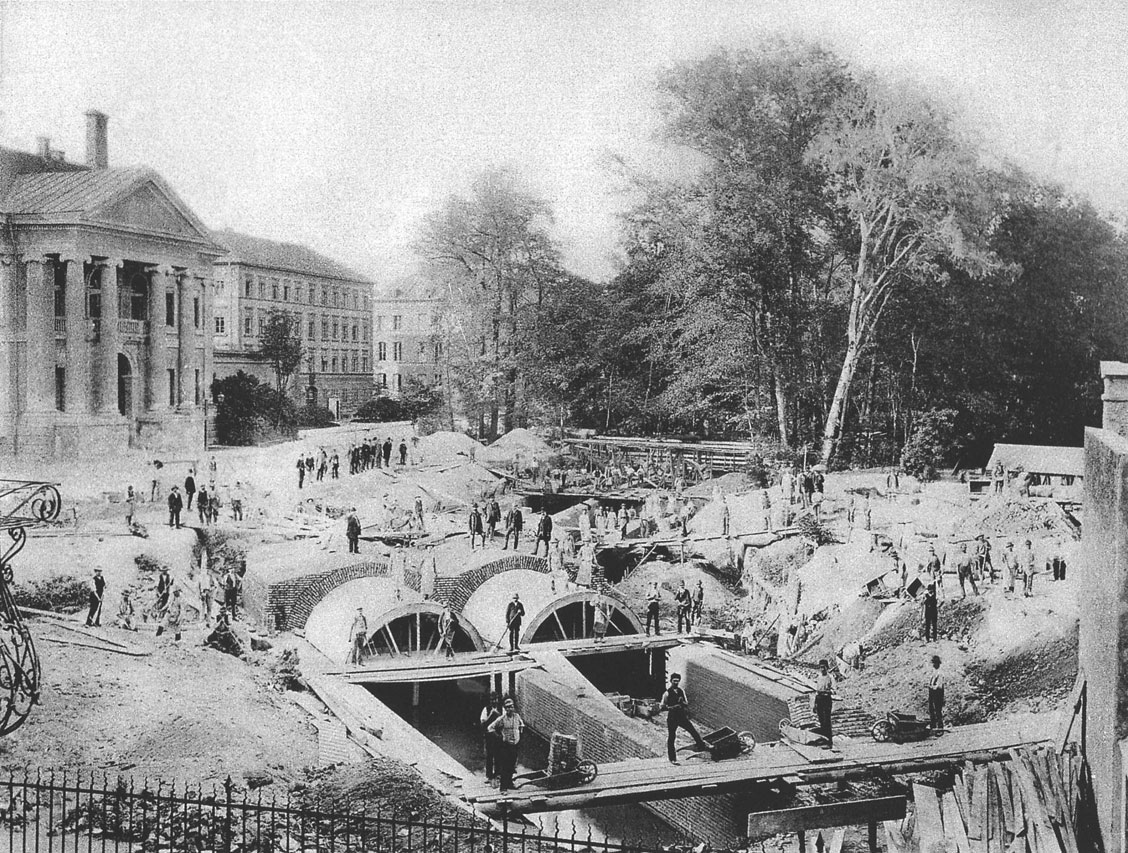
Überwölbung des Schwabinger Bachs 1890

Die Mühlen, die an den Bächen standen, waren nicht nur Getreidemühlen zum Mahlen von Getreide zu Mehl. Die Wasserkraft der Bäche wurde beispielsweise auch zum Stampfen, Hämmern, Sägen und Schleifen verwendet. Auch die vor den Stadtmauern zur besseren Verteidigung angelegten Stadtgräben wurden von den Stadtbächen gespeist. Die Bäche versorgten die Stadt mit Brauchwasser. Das Trinkwasser gewann man dagegen aus Brunnen, die bis zum Grundwasser reichten. Ab dem 16. Jahrhundert nutzte man in Brunnhäusern die Wasserkraft der Bäche zum Hochpumpen des Grundwassers in Wassertürme und leitete es von dort über Röhren in die Häuser. Außerdem wurden die Bäche auch zur Abfallentsorgung verwendet. Durch von der Isar mitgeführtes Geschiebe und durch Abfälle, die nicht vom Wasser fortgespült wurden, wurde der Wasserfluss der Bäche verringert, wodurch die Mühlen weniger Energie bekamen. Deshalb wurde immer wieder eine „Bachauskehr“ durchgeführt, in deren Verlauf die Bäche trockengelegt und die Bachbetten freigeschaufelt wurden.
Die technischen Entwicklungen des 19. Jahrhunderts führten dazu, dass die Bäche ihre Funktion weitgehend verloren. Nach dem Bau von Trinkwasserleitungen und Kanalisation wurden verschiedene kleinere Bäche trockengelegt und verfüllt, fast alle Stadtbäche wurden überbaut. Um 1900 verliefen nur noch kleine Abschnitte oberirdisch. In den 1960er-Jahren wurden die Stadtbäche als „untragbare Behinderung“ für den Ausbau des Münchner U-Bahn-Netzes gesehen. 1966/67 wurden von 17,5 km noch bestehenden Stadtbächen etwa 12 km trockengelegt.

## Historische Bachverläufe

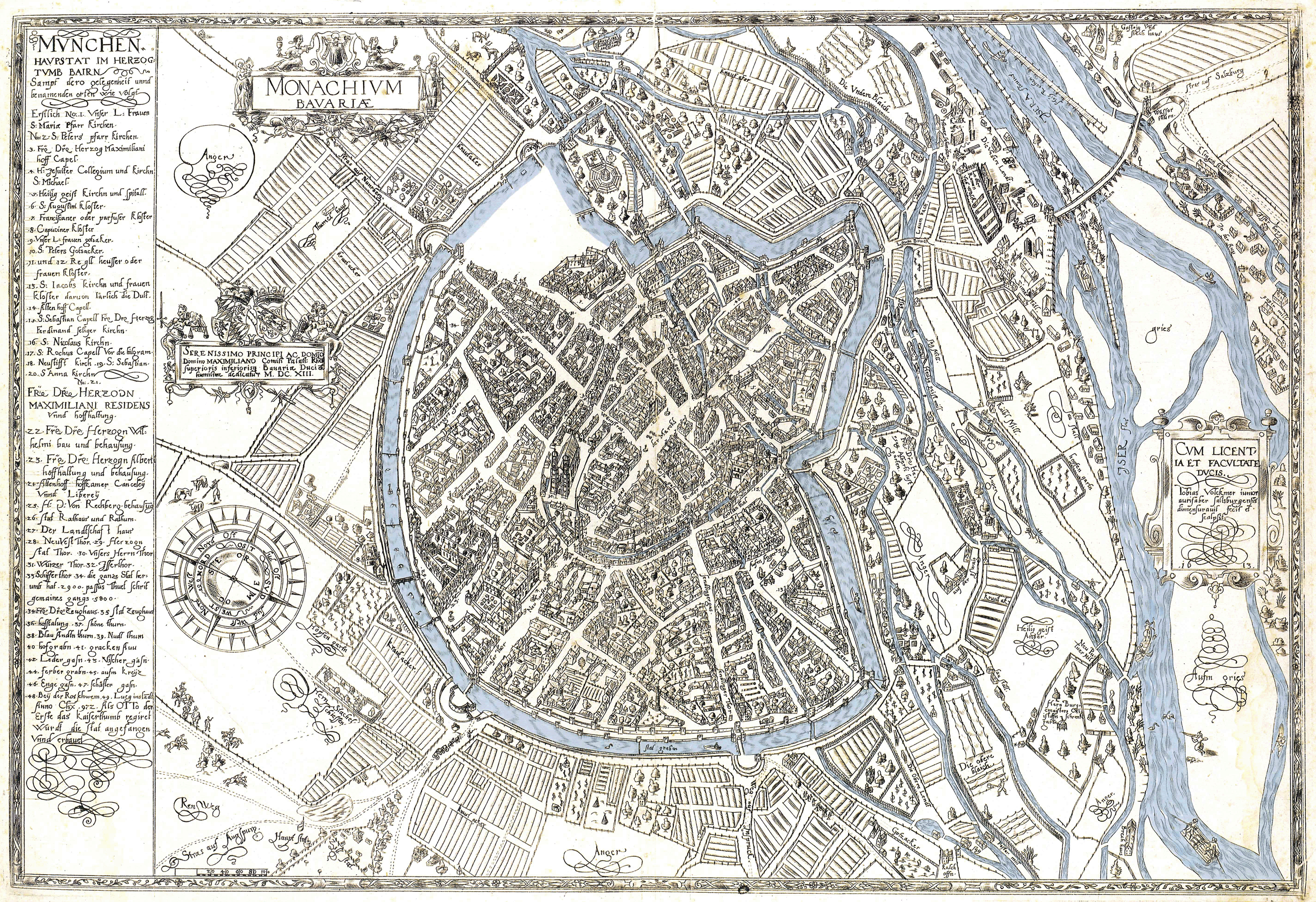
Historischer Stadtplan Münchens von Tobias Volckmar (1613) mit eingefärbten Stadtbächen

Die Stadtbäche links der Isar waren größtenteils Abzweigungen des Großen Stadtbachs, der an den Thalkirchner Überfällen von der Isar abzweigte und auf der Westseite des Flaucher verlief. Eine Ausnahme war der Dreimühlenbach, der bereits vor dem Großen Stadtbach von der Isar abzweigte und an dem drei Mühlen lagen, u. a. die Brudermühle, nach der heute Brudermühlstraße, -brücke und -steg benannt sind.
Ungefähr an der Kreuzung Isartalstraße / Ehrengutstraße teilte sich der große Stadtbach in den Westermühlbach und den Pesenbach auf. Der Westermühlbach speiste die inneren Stadtbäche, die in die von den mittelalterlichen Stadtmauern umgebene Stadt flossen, der Pesenbach die äußeren Stadtbäche, die zwischen der Stadt und der Isar flossen. Kurz hinter dieser Gabelung mündete der Dreimühlenbach in den Westermühlbach.
Ein eigenes System bildete der Triftkanal mit seinen Ausläufern, er diente der Brennholzversorgung des Hofs über die Holztrift.
Rechts der Isar hatte der Auer Mühlbach mit seinen Nebenkanälen für die Au die gleiche Rolle wie die Stadtbäche links der Isar für die Stadt München.

### Innere Stadtbäche

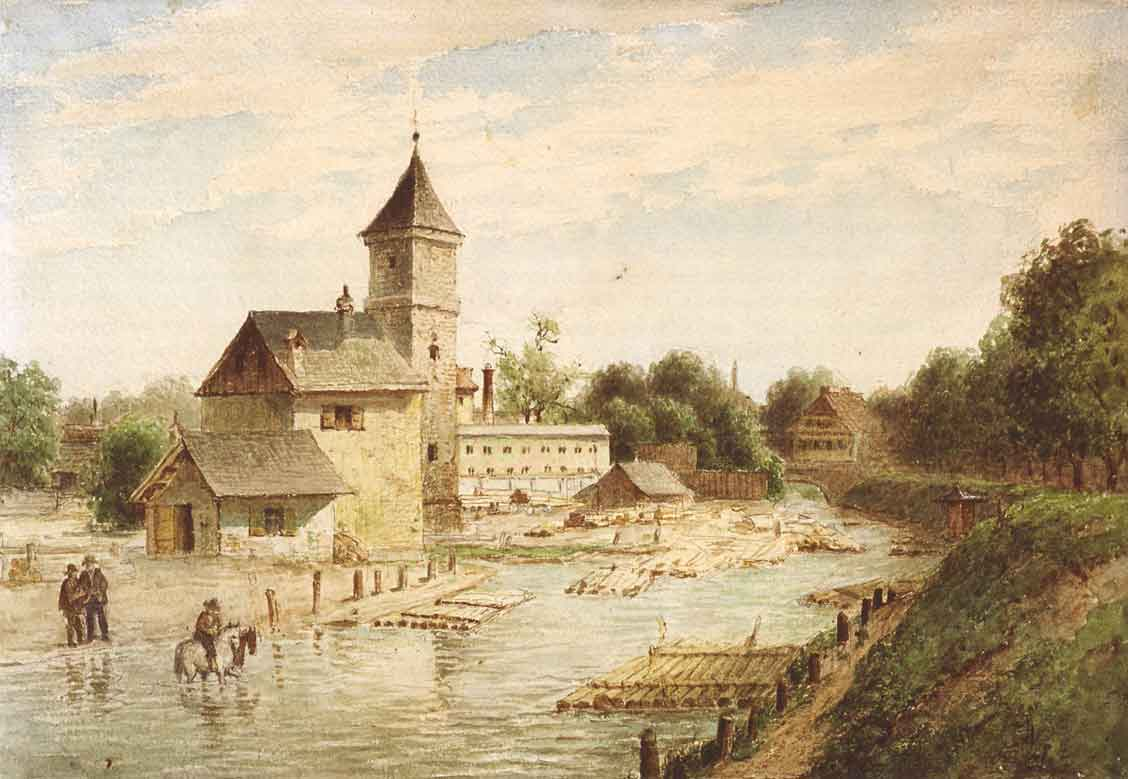
Westermühlbach mit Oberer Lände und Brunnhaus

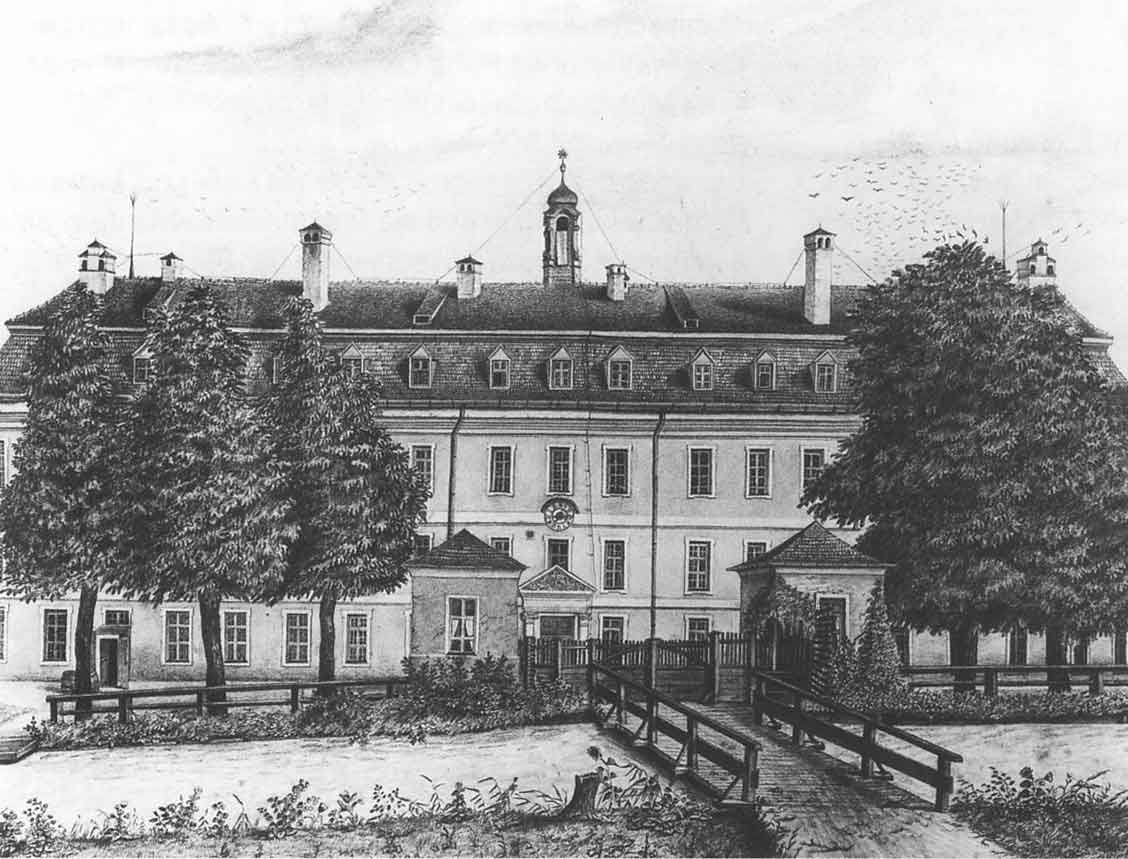
Das Militärkrankenhaus an der Müllerstraße mit dem Lazarettbach (1874)

Die inneren Stadtbäche bildeten ein eng vermaschtes System. Häufig teilte sich ein Bach auf oder flossen Bäche, die von verschiedenen Bächen abgeteilt worden waren, zusammen. Auch wurden einzelne Bäche in ihrem Verlauf unterschiedlich benannt. Im Folgenden ist daher nur eine Auswahl dieser Bäche aufgeführt.
Der Westermühlbach folgte dem Straßenverlauf Isartalstraße–Pestalozzistraße. Am Nordende des dreieckigen Platzes „Am Glockenbach“ zweigte von ihm zunächst der Mahlmühlbach ab. An diesem Abzweig lagen die Obere Lände und eines der Brunnhäuser in München. Wegen des Floßverkehrs standen an dem Großen Stadtbach und dem Westermühlbach stromaufwärts der Floßlände keine Mühlen, da deren Räder sonst ständig in Gefahr gewesen wären, durch die Flöße beschädigt zu werden.

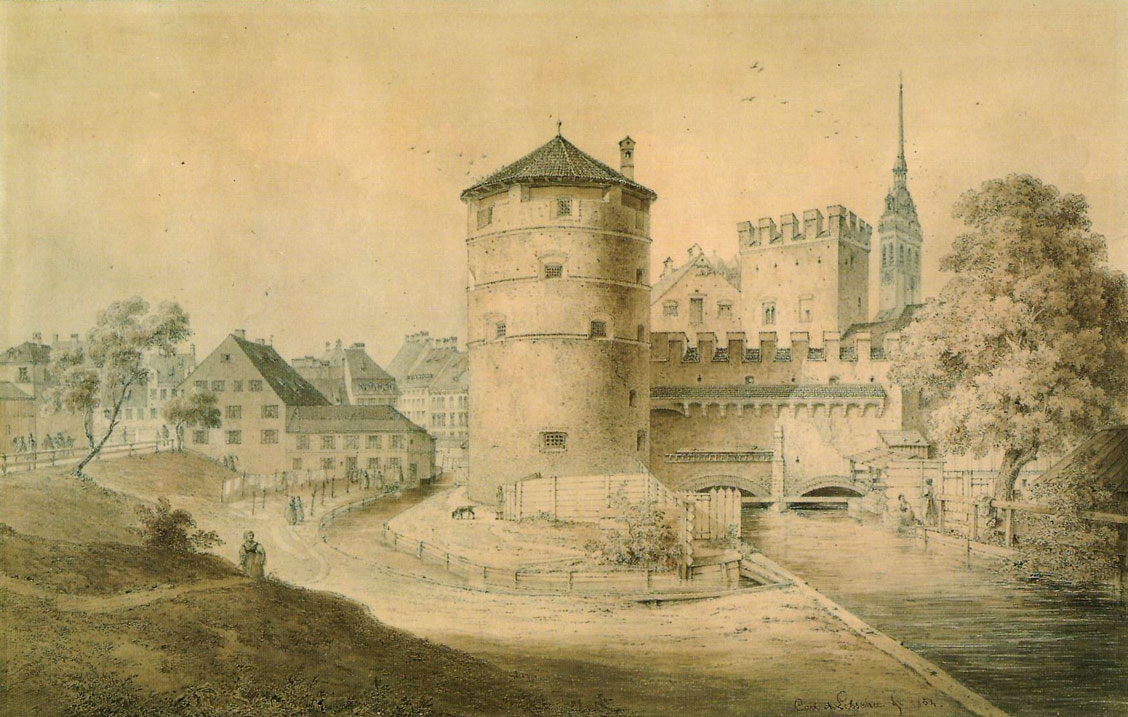
Östlicher Stadtgrabenbach und Rossschwemmbach beim Scheibling

Etwa 200 m bachabwärts der Lände zweigte vom Westermühlbach der Glockenbach ab, der sowohl das Wasser für die Stadtbäche des Angerviertels als auch zum Füllen der Stadtgräben lieferte. Dazu wurde der Bach zwischen Dämmen durch den Stadtgraben vor der äußeren Mauer geleitet und floss unter dem Heyturm in die Altstadt. Durch Wehre in den Dämmen wurde der Abfluss des Wassers nach Westen und Osten in den Westlichen und Östlichen Stadtgrabenbach geregelt, die in den Stadtgräben vor der Zwingermauer um die Altstadt flossen.
Nahe der Einmündung der Fraunhoferstraße in die Müllerstraße flossen Westermühlbach und Mahlmühlbach wieder zusammen und bildeten den Lazarettbach, der entlang der Müllerstraße an dem Militärlazarett vorbeifloss, nach dem der Bach benannt wurde. Am Reichenbachplatz teilte er sich in den Roßschwemmbach und den Kalten- oder Katzenbach. Der Roßschwemmbach wurde beim Scheibling über den Östlichen Stadtgrabenbach in den Zwinger zwischen Stadtmauer und Zwingermauer geleitet, der Katzenbach floss unter dem Katzenturm hindurch in die Altstadt.

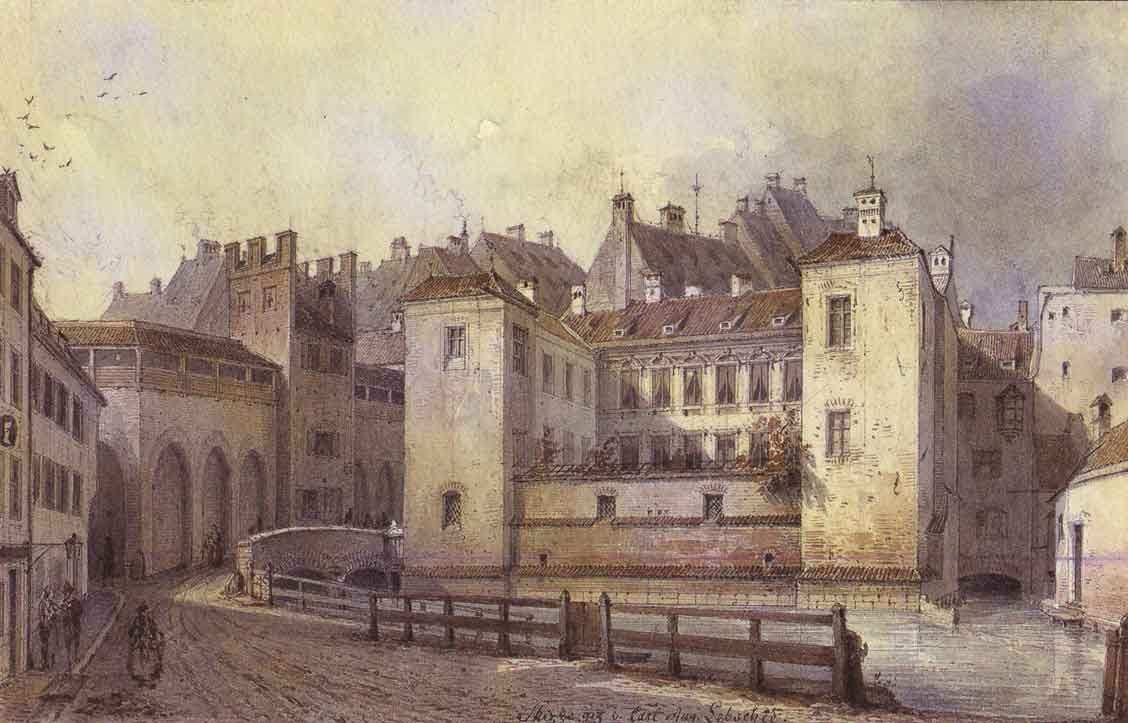
Roßschwemme vor dem Palais Törring-Seefeld am Zusammenfluss von Roßschwemmbach (li.) und Angerbach (re.)

Die Fortsetzung des Glockenbachs innerhalb der äußeren Stadtmauer war der Große Angerbach. Kurz hinter der Stadtmauer zweigte von ihm der Kleine Angerbach ab, der entlang dem Unteren Anger floss und zunächst in den Roßschwemmbach mündete, später aber auf wechselnden Wegen in den Östlichen Stadtgrabenbach abgeleitet wurde. Für eines der ehemaligen Betten des Kleinen Angerbachs wurde ein neuer Zufluss vom Großen Angerbach aus geschaffen. Weil dieser Bach das Gelände des Feuerhauses durchquerte, wurde er Feuerhausbächl genannt.

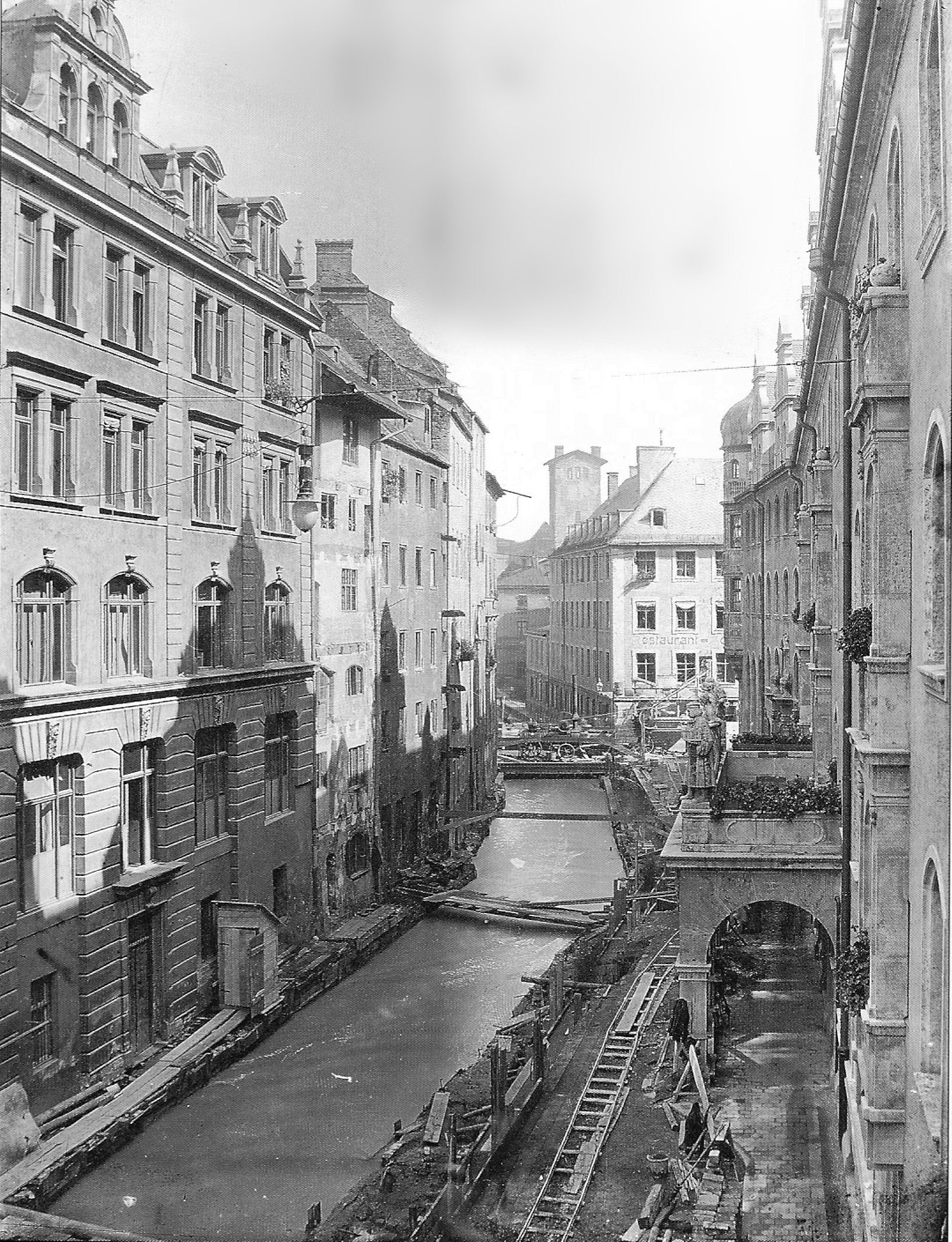
Pfisterbach 1907

Der Große Angerbach floss entlang des Oberangers bis zur inneren Stadtmauer, wo nach Westen der Färbergrabenbach abzweigte, der die innere Stadt in dem Stadtgraben der ersten Stadtmauer umfloss und in seinem nördlichen Abschnitt Hofgrabenbach genannt wurde. Der Große Angerbach selber bog an der Stadtmauer nach Osten ins Rosental ab. An der Ecke Rosental / Viktualienmarkt mündete er sich in den Roßschwemmbach zum Pfisterbach. Dort lag vor dem Palais Toerring-Seefeld auch die Roßschwemme, nach der der Roßschwemmbach benannt war. Der Roßschwemmbach floss weiter entlang der Hangkante zwischen Hirschau- und Altstadtterrasse im Stadtgraben nach Norden. Ab dem Talburgtor wurde er Pfisterbach genannt nach der Hofpfisterei (heute Pfistermühle), die an ihm lag. An der Ecke Sparkassenstraße / Hofgraben mündete der Hofgrabenbach in den Pfisterbach. Am Falkenturm wurde der Pfisterbach mit einer Trogbrücke über den Stadtgraben hinweg aus der Stadt hinausgeführt. Ungefähr an der Einmündung der Hofgartenstraße in den Altstadtring vereinte sich der Pfisterbach mit dem Westlichen Stadtgrabenbach zum Köglmühlbach, der östlich am Hofgarten entlang floss.

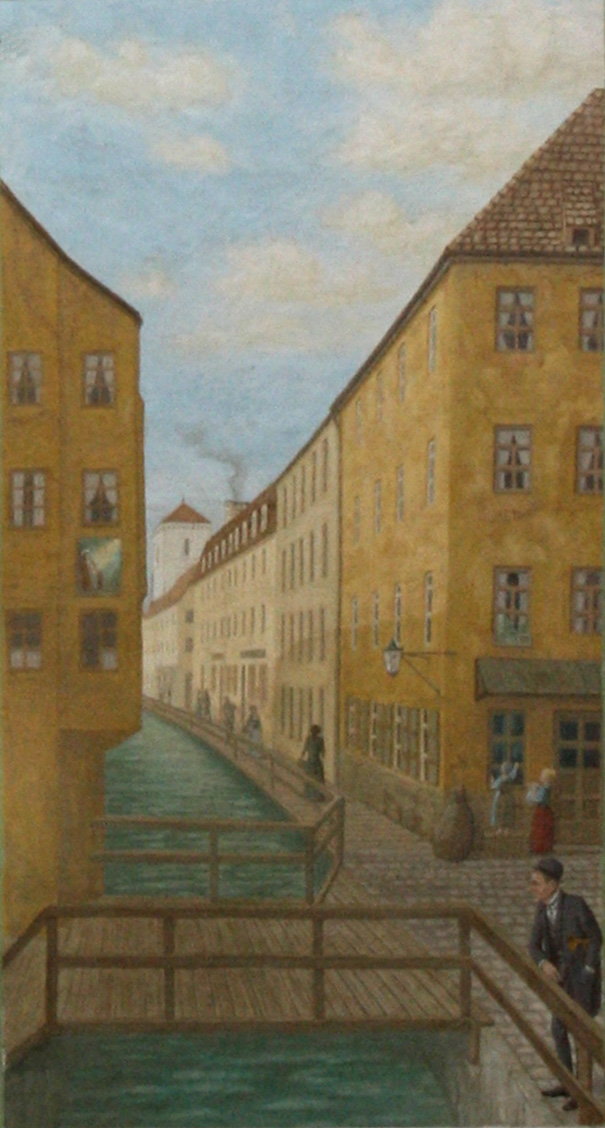
Katzenbach am Radlsteg 1880 (Fresko von Hans Wißmeyer, 1993)

Der Katzenbach, nach seinem Eintritt in die Stadt auch Hochbruckbach genannt, floss entlang des Radlstegs zum Tal, wo er von der Hochbrücke überquert wurde. Er hatte (noch unter dem Namen Kaltenbach) die Grenze der ersten Stadterweiterung gebildet, und stadteinwärts der Hochbrücke stand damals das Kaltenbachtor. Hinter der Hochbrücke floss er durch die Hochbrückenstraße und teilte sich in zwei Arme, den Einschüttbach, an dem eine Einschüttstelle für Abfälle in den Bach lag, und den Germ-, Gern- oder Wührbach (nach einer alten Bezeichnung Gern oder Wühr für eine Insel). Beide Arme vereinigten sich zum Malzmühlbach, der mit dem Östlichen Stadtgrabenbach zusammenfloss und den Kainzmühlbach bildete. Ungefähr an der Einmündung der Prinzregentenstraße in den Altstadtring flossen Köglmühlbach und Kainzmühlbach zum Schwabinger Bach zusammen, der in den Englischen Garten weiterfloss (bis 1945 wurde das Teilstück bis zum Zusammenfluss von Eisbach und Schwabinger Bach jedoch als „Eisbach“ bezeichnet).

### Äußere Stadtbäche

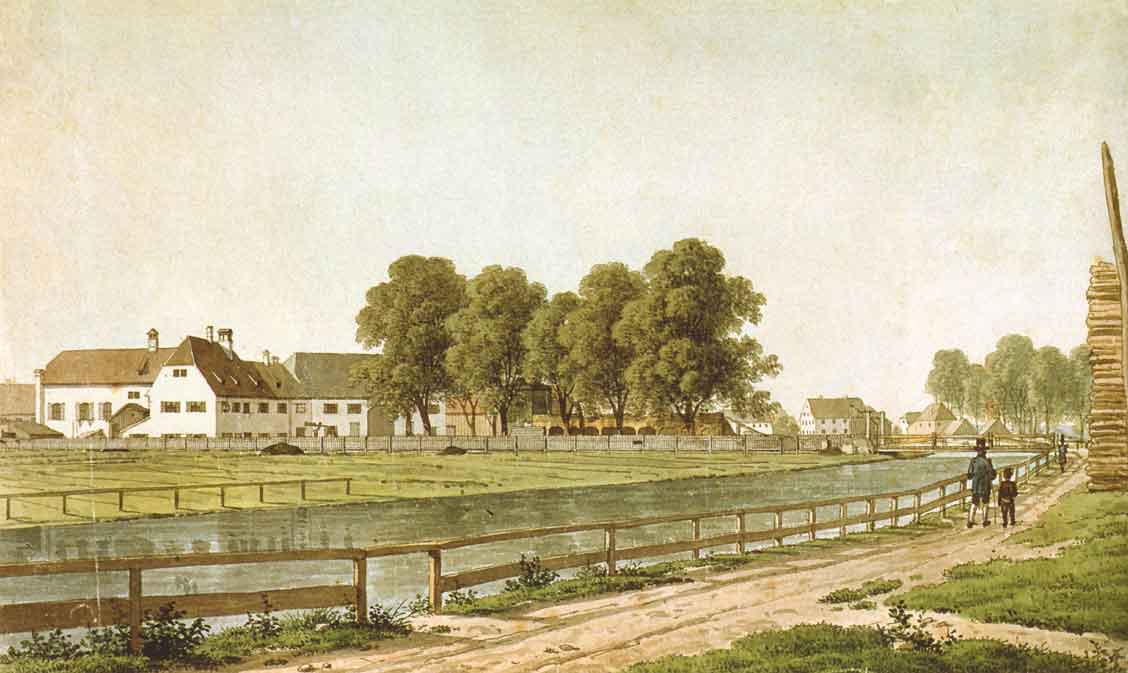
Pesenbach in der Isarvorstadt

Die äußeren Stadtbäche, die zwischen der äußeren Stadtmauer und der Isar verliefen, waren weit weniger vernetzt als die inneren, hier teilte sich der Bachverlauf meist lediglich in Einzelbäche auf, die später wieder zusammenflossen und sich erneut teilten. Der Pesenbach lief zunächst neben dem Westermühlbach her nach Norden. Am Ende der Geyerstraße bog er nach Osten ab und floss entlang den Straßen Am Glockenbach und Baumstraße an St Maximilian vorbei. Kurz vor der Kreuzung der Baaderstraße mit der Fraunhoferstraße teilte sich der Pesenbach in den Heiliggeistmühlbach und den Kälbl- oder Kaiblmühlbach. Beide flossen zwischen Baaderstraße und Klenzestraße und vereinigten sich an der Rumfordstraße zum Stadthammerschmiedbach, den die zum Isartor führende Salzstraße am heutigen Isartorplatz über die Laimbrücke überquerte.
Der Stadthammerschmiedbach und die aus ihm abzweigenden äußeren Stadtbäche, die durch das Lehel flossen, wurden ursprünglich als Laimbäche bezeichnet. In der Liebigstraße teilte sich der Stadthammerschmiedbach in den Hacklmühlbach und den Fabrikbach auf, die am Südende des St.-Anna-Platzes wieder zusammenflossen, sich jedoch gleich wieder in vier Bäche aufteilten: den Papiererbach, den Stadtmühlbach, den Stadtsägmühlbach und den Gewürzmühlbach. Der Gewürzmühlbach floss an der Unsöldstraße wieder in den Stadtsägmühlbach zurück, die drei verbleibenden Bäche flossen getrennt unter den drei Bögen der Eisbachbrücke hindurch und vereinigten sich dahinter zum Eisbach (bis 1945 wurde dieses Teilstück von der Brücke bis zum Zusammenfluss von Eisbach und Schwabinger Bach jedoch als „Schwabinger Bach“ bezeichnet).

### Triftkanal

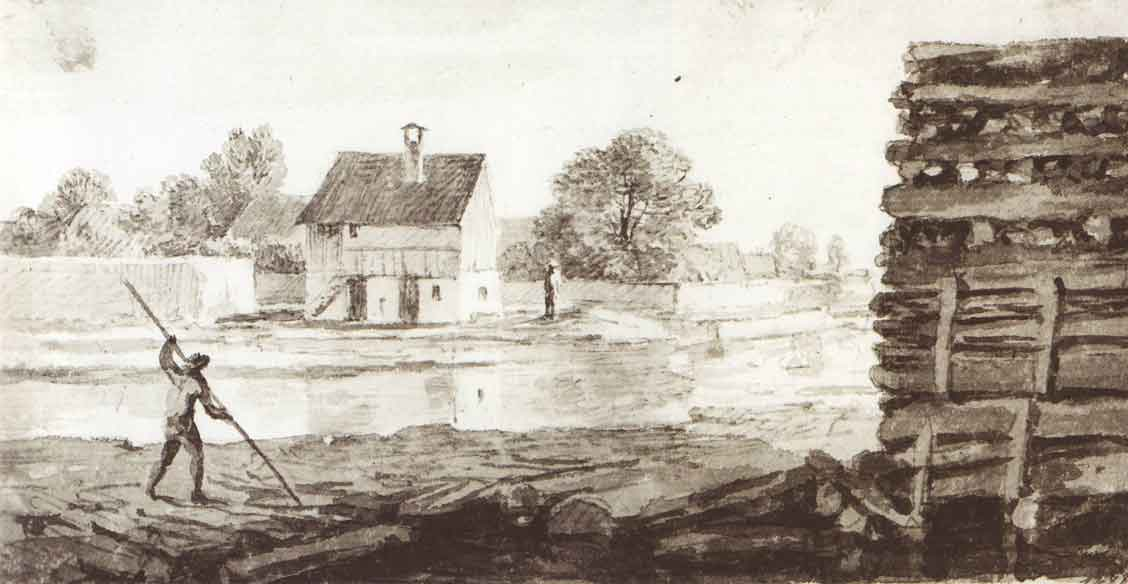
Der königliche Holzgarten am Triftkanal

Eine weitere Entnahme von Isarwasser erfolgte für den Triftkanal auf der Höhe des Abrechens an dem Isarabschnitt zwischen Mariannenbrücke und Praterwehrbrücke. Über den Triftkanal wurde das am Abrechen aufgefangene Brennholz in den Holzgarten getriftet, der etwa den von Liebigstraße, Öttingenstraße, Seeaustraße, Lerchenfeldstraße und Wegmüllerstraße umgrenzten Bereich einnahm, wo heute das Wirtschaftsministerium und das Bayerische Nationalmuseum liegen. In dem Holzgarten gab es verschiedene Felder, in die das Holz von dem Wasser getrieben wurde und aus denen dann das Wasser abgelassen wurde. Dort wurde das Holz getrocknet und für den Verkauf oder Verbrauch gelagert. Das aus den Feldern abgelassene Wasser wurde über den Holzgrabenkanal, der entlang der Lerchenfeldstraße und Öttingenstraße floss, in den Eisbach geleitet. Eine weitere Ableitung des Wassers erfolgte ungefähr auf der Höhe der heutigen Prinzregentenstraße über den Wiener Kanal in die Isar.
Kurz nach dem Beginn des Triftkanals zweigten von ihm der Hofhammerschmiedbach und das Feuerbächl ab. Der
Hofhammerschmiedbach verlief ungefähr entlang der Reitmorstraße und floss in der Höhe der Paradiesstraße in die Isar zurück. Das Feuerbächl floss zunächst ungefähr der Sternstraße entlang und wandte sich dann dem Hofhammerschmiedbach zu, in den es auf der Höhe der Prinzregentenstraße mündete.

### Auer Mühlbach

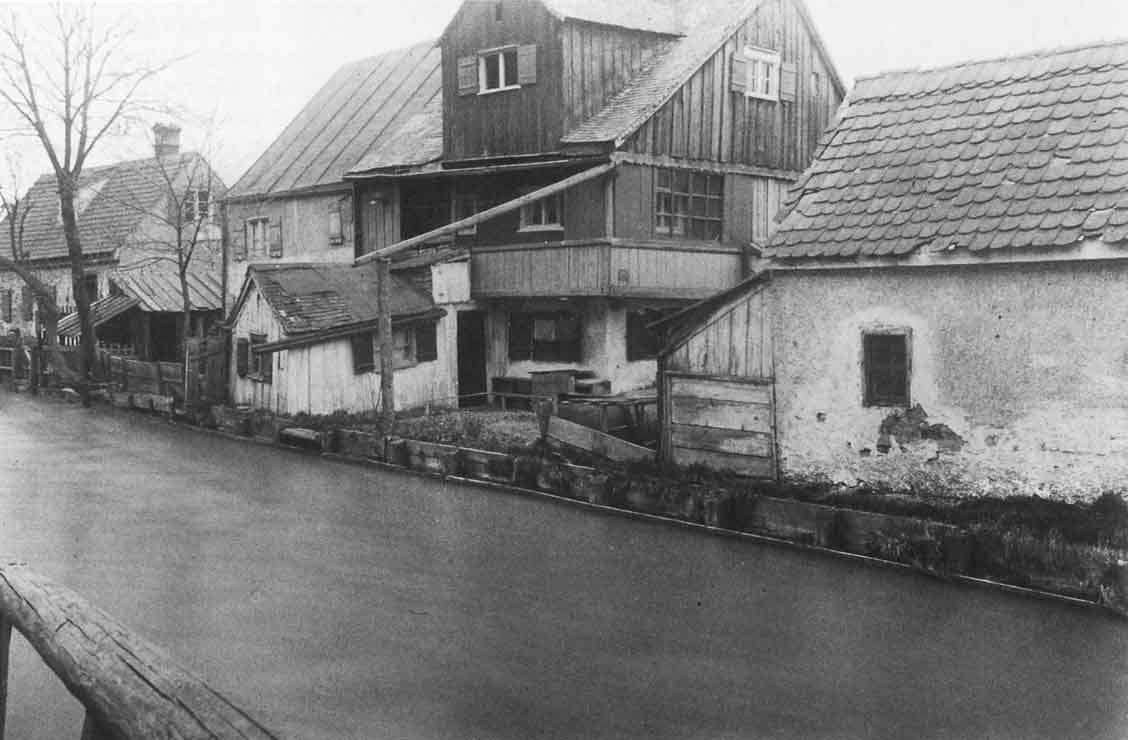
Auer Mühlbach bei der Kupferhammerstraße um 1902

Der Auer Mühlbach wurde ursprünglich nicht zu den Münchner Stadtbächen gerechnet, da die Stadtteile Untergiesing, Au und Haidhausen, die er durchfließt, erst im 19. Jahrhundert nach München eingemeindet wurden. Für diese auf der rechten Isarseite gelegenen Vororte Münchens erfüllte er jedoch dieselben Funktionen wie die Stadtbäche links der Isar. Ursprünglich wurde der Auer Mühlbach auf der rechten Isarseite über ein Wehr in der Nähe der Marienklause aus der Isar abgezweigt.

## Heutige Bachverläufe

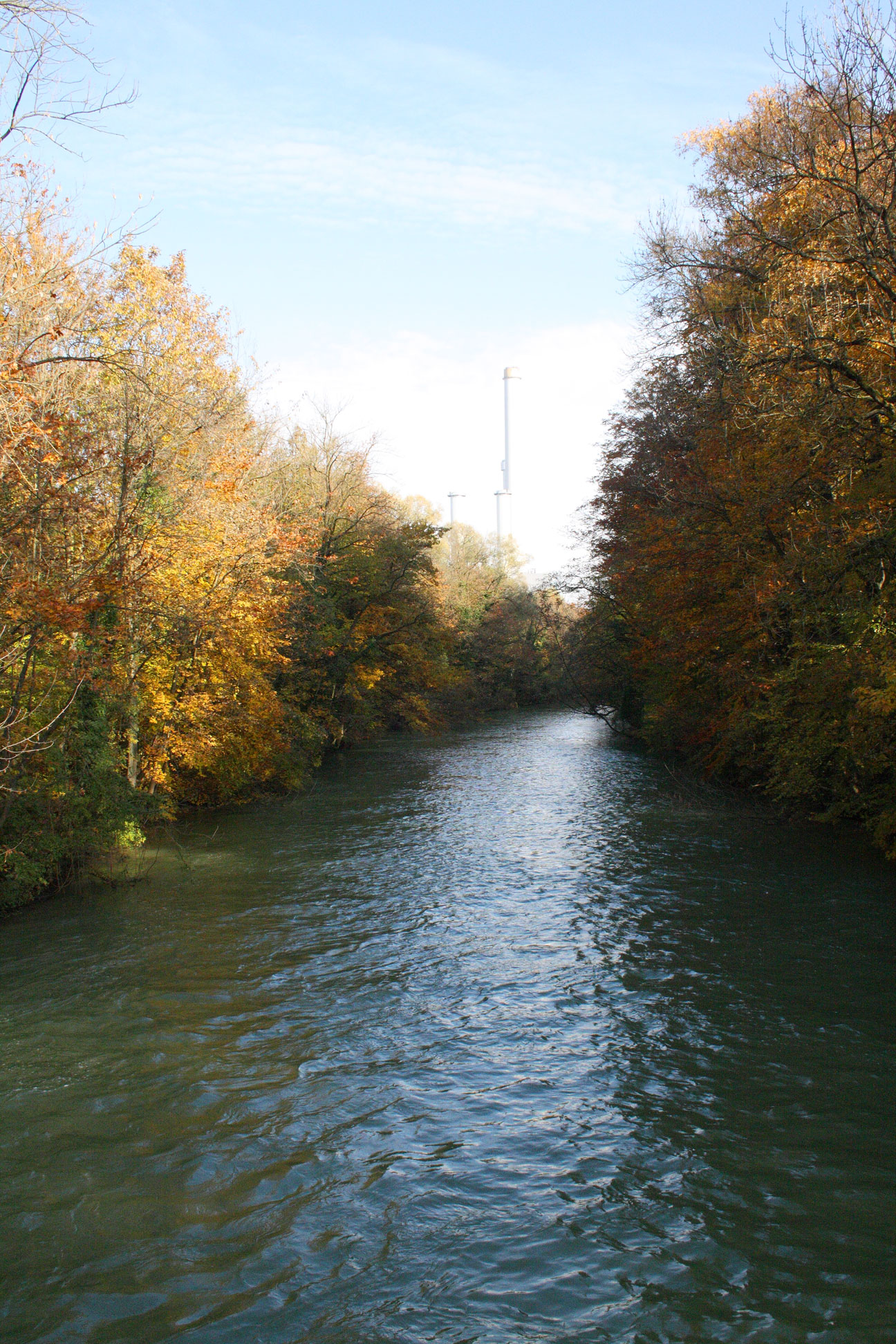
Großer Stadtbach am Flaucher

Für eine tabellarische Auflistung der heute noch Wasser führenden Münchner Stadtbäche siehe auch Münchner Stadtbäche
Während die Stadtbäche ursprünglich direkt aus der Isar abzweigten, werden sie heute von dem Isar-Werkkanal gespeist, der bei Buchenhain aus der Isar abgezweigt wird und links neben der Isar verläuft. Von diesem Kanal wird auch der Floßkanal abgezweigt, der mit seinen Nebenkanälen jedoch nicht zu den Münchner Stadtbächen gerechnet wird.
Der Große Stadtbach bildet heute die Fortsetzung des Isar-Werkkanals stromabwärts des Isarwerks 2. Ein Großteil seines Wassers wird am Isarwerk 3 wieder zurück in die Isar geleitet, nur ein Rest verbleibt im Großen Stadtbach, der etwa 250 m weiter in den Westermühlbach übergeht. Während der Pesenbach und damit alle äußeren Stadtbäche heute aufgelassen sind, blieb der Westermühlbach wegen seiner Funktion als Kühlwasserzufluss für das Heizkraftwerk Müllerstraße (inzwischen im Dezember 2001 stillgelegt) erhalten und verläuft auch heute noch größtenteils oberirdisch. Auch ein Stück des ursprünglich entlang der Isartalstraße unter dem Rodenstockfabrikgelände verlaufenden Westermühlbaches wurde im Zuge der Neubebauung als Wohngelände freigelegt. Das neu geschaffene Betonbachbett läuft nun mitten durch die 2016 fertiggestellte Wohnanlage. In der Pestalozzistraße zweigt aus dem Westermühlbach der in den Untergrund verlegte Glockenbach ab. Die Fortsetzung des Westermühlbachs ist wie die anderen Stadtbäche im Glockenbachviertel trockengelegt worden. In der Nähe des Sendlinger Tors mündet der Glockenbach unterirdisch in den Westlichen Stadtgrabenbach, der westlich die gesamte Altstadt umfließt und in der Hofgartenstraße für einen kurzen Abschnitt wieder an die Oberfläche tritt. Dort speist er den 1992 beim Neubau der Staatskanzlei neben seinem ursprünglichen Bett neu angelegten Köglmühlbach. Dieser fließt am Englischen Garten mit dem ebenfalls aus dem Westlichen Stadtgrabenbach abgeleiteten und unterirdisch verlaufenden Hofbrunnwerkkanal zusammen und geht in den Schwabinger Bach über, der durch den Englischen Garten weiter fließt. Da der Köglmühlbach in den 1960er Jahren aufgelassen worden war, wurde das Wasser des Westlichen Stadtgrabenbachs zunächst unterirdisch zum Stadtmühlbach geleitet; diese Verbindung blieb auch nach der Neuanlage des Köglmühlbachs erhalten.
Der Pesenbach ist wie alle anderen äußeren Stadtbäche heute trockengelegt. Um dennoch genügend Wasser für das Bachsystem im Englischen Garten zur Verfügung zu haben, wurde für den ehemals zu den äußeren Stadtbächen zählenden Fabrikbach an der Mariannenbrücke ein neuer Zulauf aus der Isar gebaut. Der Fabrikbach teilt sich heute nur noch in den Stadtmühlbach und den Stadtsägmühlbach auf. Der Stadtsägmühlbach fließt unter der Pfarrkirche St. Anna und der St. Anna-Schule, dem Standort der ehemaligen Stadtsägmühle, hindurch. Seit 2006 bedient er auch wieder ein kleines Wasserkraftwerk im Ostflügel des St. Anna-Gymnasiums. Beide Bäche sind in den Innenhöfen des Wacker-Hauses an der Prinzregentenstraße heute wieder offengelegt. Sie fließen durch getrennte Bögen der Eisbachbrücke unter der Prinzregentenstraße hindurch und vereinigen sich unmittelbar hinter der Brücke zum Eisbach, der ebenfalls durch den Englischen Garten fließt.

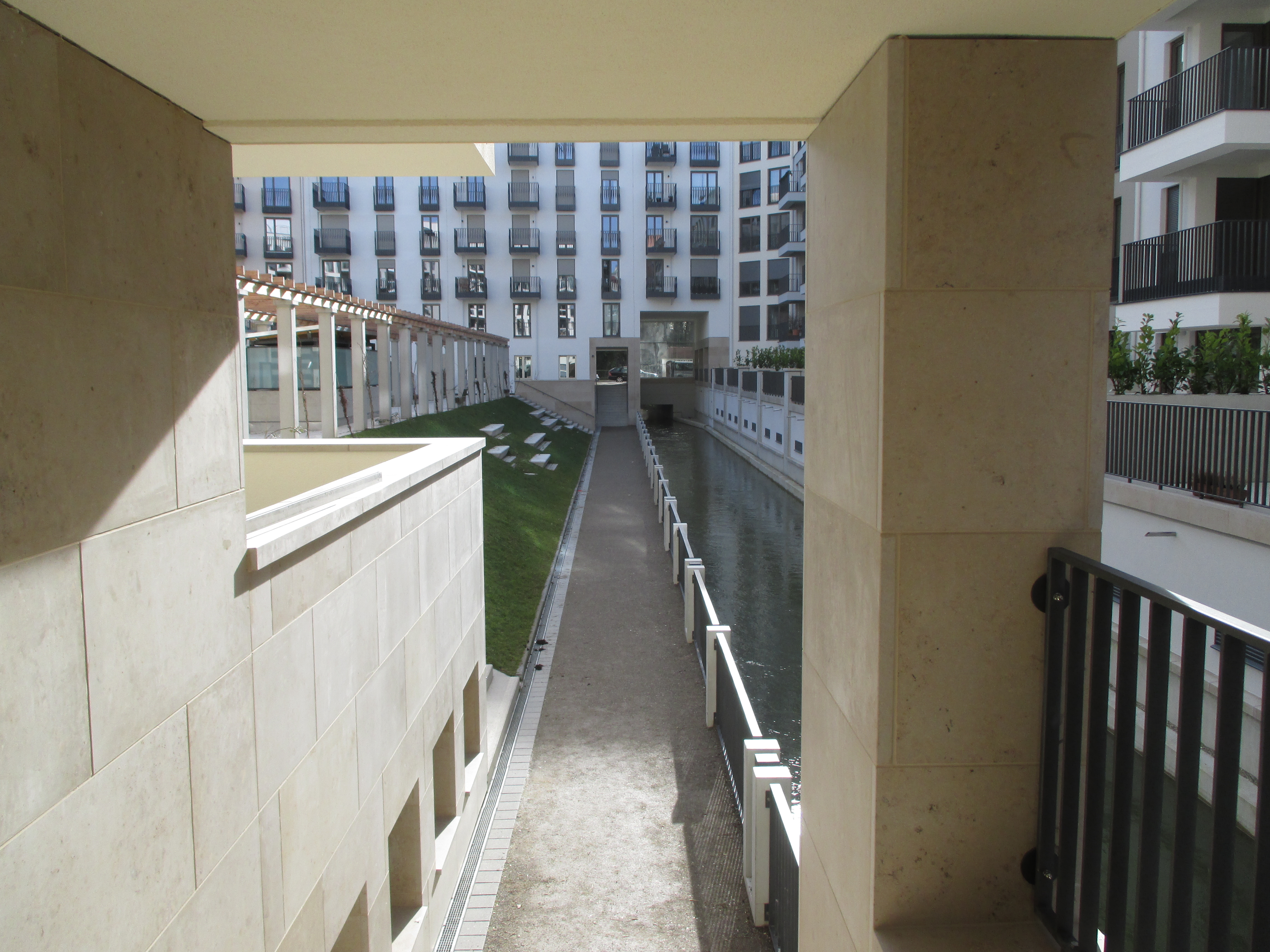
Freigelegter Westermühlbach im Bereich des ehemaligen Rodenstockgeländes jetzt mit Wohnbebauung (2016)

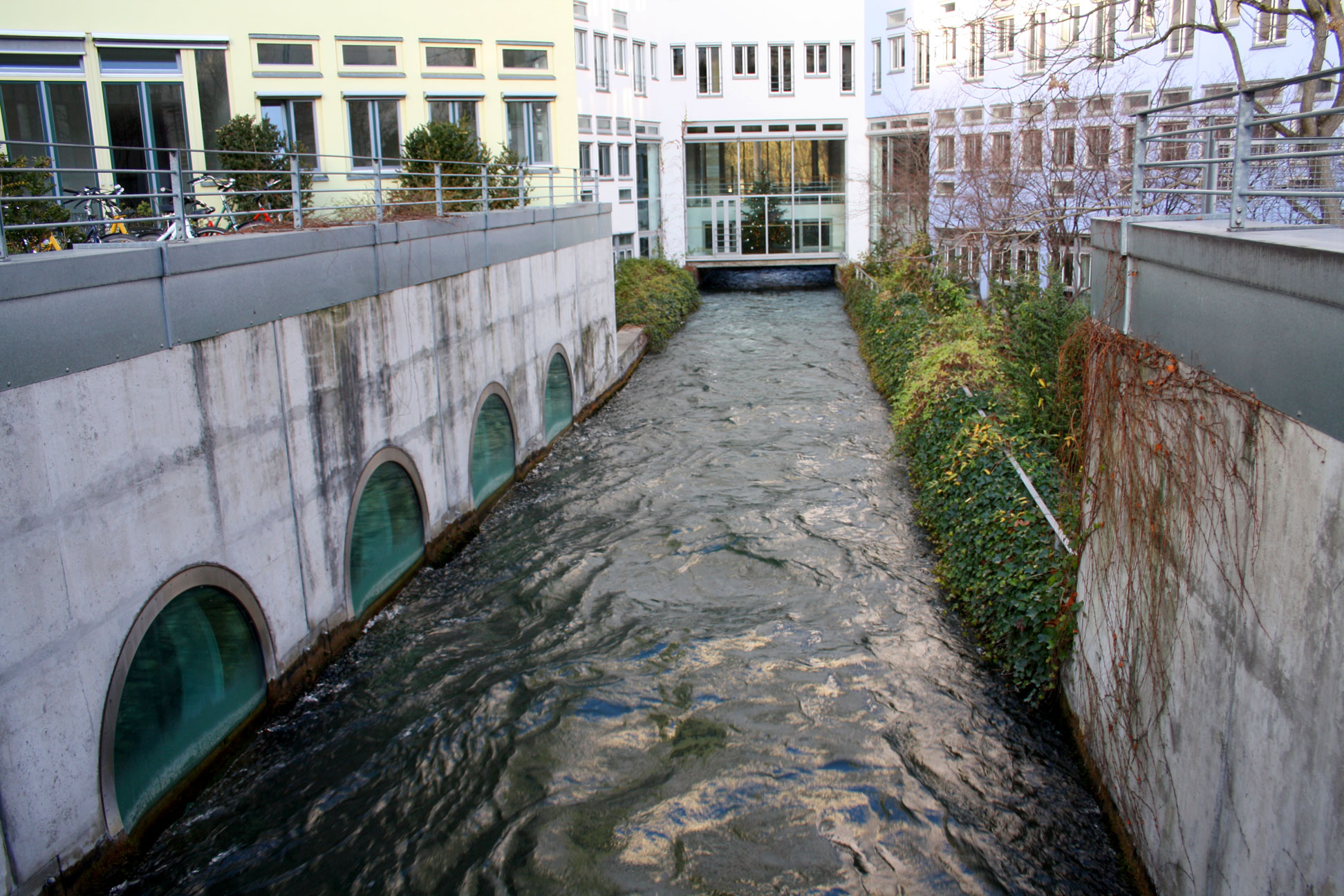
Stadtmühlbach

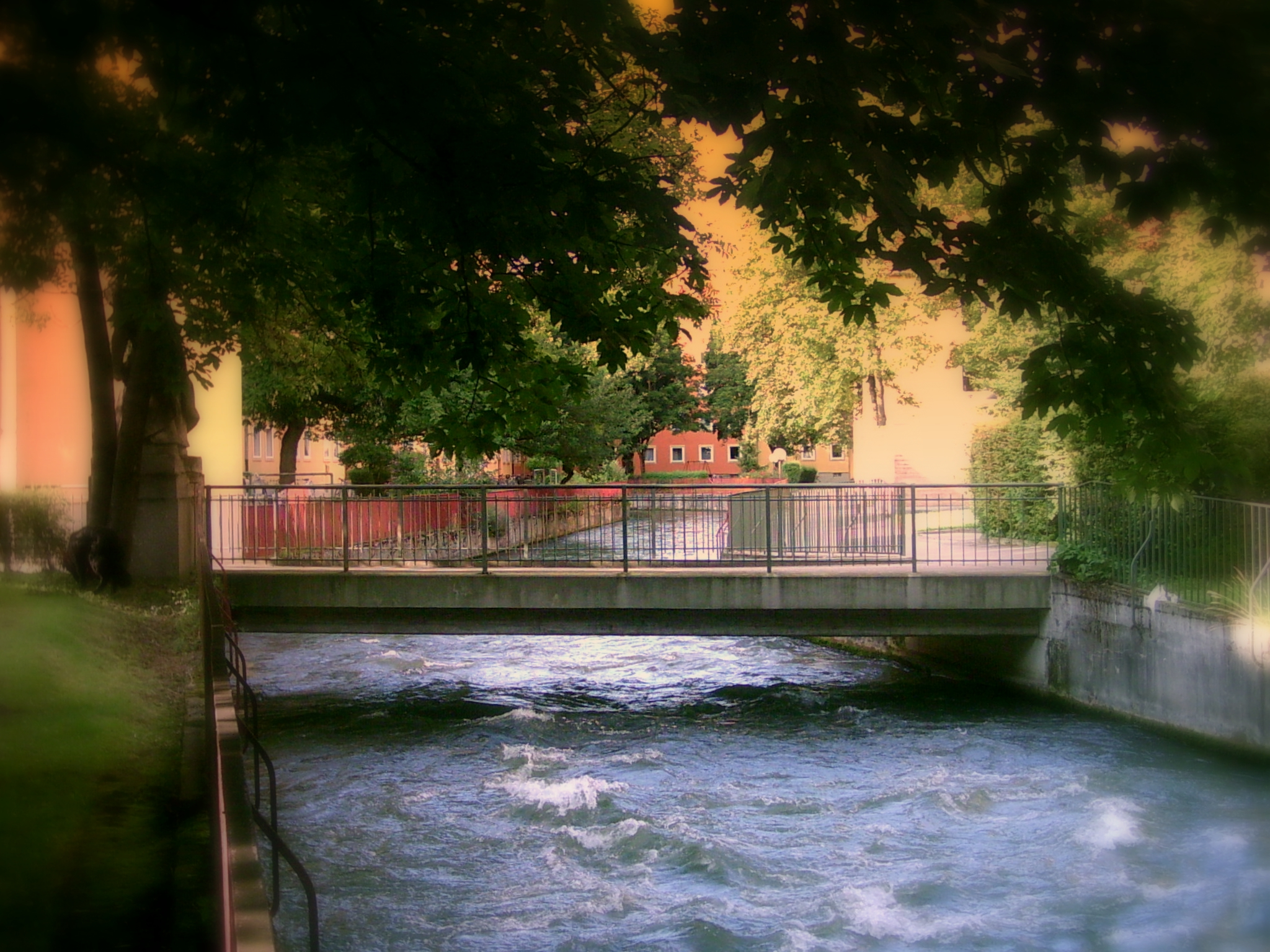
Auer Mühlbach

Der Auer Mühlbach wird heute ebenfalls aus dem Isar-Werkkanal abgezweigt und durch einen Düker am Marienklausensteg unter der Isar hindurch auf die rechte Flussseite geführt. Das alte Wehr auf der rechten Isarseite ist noch erhalten, wird normalerweise aber nicht genutzt. Der Auer Mühlbach fließt an der Hangkante des Isar-Hochufers entlang und mündet flussabwärts der Praterinsel wieder in die Isar. Der Aubach, der im Tierpark Hellabrunn von dem Auer Mühlbach abzweigt und in seinem nördlichen Teil auch Freibadbächl genannt wird, weil er durch das Schyrenbad fließt, bleibt dagegen nahe der Isar und mündet flussaufwärts der Museumsinsel wieder in die Isar. Zwei kleinere Abzweige des Auer Mühlbachs, der Kunstmühlnebenbach und der Kegelhofbach, fließen bereits nach wenigen hundert Metern wieder in diesen zurück. Ein Teil des bereits um 1900 zu großen Teilen überwölbten Auer Mühlbachs wurde 2002 wieder an die Oberfläche verlegt.
2012 wurde eine Fernkälteanlage am Westlichen Stadtgrabenbach im Untergeschoss des Stachus installiert.

## Freilegung
Im September 2019 beauftragte der Bauausschuss des Münchner Stadtrats die Stadtverwaltung, den Westlichen Stadtgrabenbach in der Herzog-Wilhelm-Straße im Abschnitt vom Sendlinger Tor bis zur Josephspitalstraße wieder freizulegen. Ein Zeitplan liegt noch nicht vor.